# Ева-Марія Люнд
Еве-Маріє Люнн (норв. Eve-Marie Lund, *1951, Осло, Норвегія) — норвезька письменниця, перекладач, мистецтвознавець.

## Життєпис
Народилася 1951 року в Осло (Норвегія), у змішаній родині (мати — француженка з Ельзасу, батько — норвежець). У дитинстві жила у Норвегії й Франції. Після закінчення школи вступила на гуманітарний факультет університету в Осло, де вивчала мистецтвознавство, французьку, англійську та італійську мови. Самостійно вивчила німецьку, фламандську, шведську й данську мови. Після закінчення університету понад два десятиліття працювала в театрі норвезької Опери в Осло на різних посадах — асистентом режисера, продюсером, перекладачем. Вийшла заміж за танцівника балету Норвезької jпери, має двох доньок.
Перша книжка Еви-Марії Люнн, «Лебедине озеро — перетворення в балет», присвячена історії становлення відомого музичного твору на сцені, вийшла друком 1997 року. Через три роки у співавторстві видає монографію «Ходімо разом до Віґеланна», присвячену творчості відомого норвезького скульптора. У 2004 році дебютує як автор дитячої пригодницько-фантастичної повісті «Викрадач ангелів» (норв. Engletyven). Автор десятків перекладів оперних лібрето, зокрема, «Перстень Нібелунгів» Р. Вагнера норвезькою і французькою мовою.

## Цікаві факти
Перший іноземний переклад «Викрадача ангелів» з'явився в Україні в 2007 році.